# Rudolf Hinsberger
Rudolf Hinsberger (* 6. März 1943 in Urexweiler; † 17. Juni 2021 in Illingen) war ein deutscher Kommunalpolitiker und Mitglied der SPD.

## Ausbildung und Beruf
Nach Besuch des Staatlichen Katholischen Lehrerseminars Lebach wurde Hinsberger zum Lehrer zur Probe an einer Volksschule ernannt. Danach war er Lehrer an der Hauptschule in Ottweiler. 1974 bis 1984 studierte er Geschichte und Germanistik an der Universität des Saarlandes in Saarbrücken. Am 22. August 1984 promovierte er an der Philosophischen Fakultät der Universität des Saarlandes.

## Politik
Seit seiner Jugend war Hinsberger in verschiedenen Funktionen bei den Jungsozialisten tätig. Seit 1974 war er im Kreistag Neunkirchen vertreten.
Am 26. September 1985 wurde er von der Saarländischen Landesregierung zum Landrat des Landkreises Neunkirchen ernannt. Nach der Kommunalisierung dieses Amtes wählte der Kreistag ihn zum 1. Oktober 1986 für 10 Jahre. Mit der Einführung der Direktwahl für Bürgermeister und Landräte durch den saarländischen Gesetzgeber wurde Rudolf Hinsberger 1996 und 2004 mit absoluter Mehrheit in seinem Amt bestätigt. Im März 2011 schied Hinsberger aus Altersgründen aus seinem Amt aus.

## Persönliches
Hinsberger war verheiratet und hatte einen Sohn und zwei Enkel. Er lebte seit 1967 in Hüttigweiler.
Seit einem Unfall am 23. September 1996 war Rudolf Hinsberger auf den Rollstuhl angewiesen. Am 19. März 1997 übernahm er wieder seine Dienstgeschäfte.